# Ti lascio perché ti amo troppo
Ti lascio perché ti amo troppo è un film del 2006 diretto da Francesco Ranieri Martinotti.

## Trama
Mariano Niculi è un trentenne napoletano che viene mollato improvvisamente dalla sua fidanzata Daniela, con l'ambigua frase "ti lascio perché ti amo troppo". Passa il tempo e nonostante tutti gli sforzi degli amici nel trovargli un'alternativa, Mariano non riesce a dimenticare Daniela, fin quando un giorno incontra Ana Paula, affascinante brasiliana turista a Napoli, e se ne invaghisce. Grazie a una serie di trovate ingegnose, Mariano riesce a convincerla a sistemarsi a casa propria, facendole credere che si tratti di un bed & breakfast, ma il corteggiamento risulterà lungo e difficile.
Dopo averla presentata ai suoi due migliori amici, Isidoro e Lello, Mariano viene convinto dai due che in realtà Ana Paula si stia approfittando di lui per avere il permesso di soggiorno. Così Mariano litiga con la bella brasiliana che lascia la casa di Mariano offesa e indignata.
In seguito, però, Mariano riuscirà a fare pace con lei dopo aver scoperto che Ana Paula è molto agiata economicamente e quindi innamorata realmente del ragazzo napoletano.